# 昂迪伊 (瓦兹河谷省)
昂迪伊（法語：Andilly，法語發音：[ɑ̃diji] ⓘ）是法国法兰西岛大区瓦兹河谷省的一个市镇，属于萨塞勒区。

## 地理
昂迪伊（49°0'19"N, 2°17'58"E）面积2.7 平方千米，位于法国法蘭西島大區瓦兹河谷省，该省份为法国北部内陆省份，北起瓦兹省，西接厄尔省，南至塞纳-圣但尼省、上塞纳省和伊夫林省，东临塞纳-马恩省。
与昂迪伊接壤的市镇（或旧市镇、城区）包括：多蒙、蒙莫朗西、蒙利尼翁、马尔让西、欧博讷、苏瓦西苏蒙莫朗西。

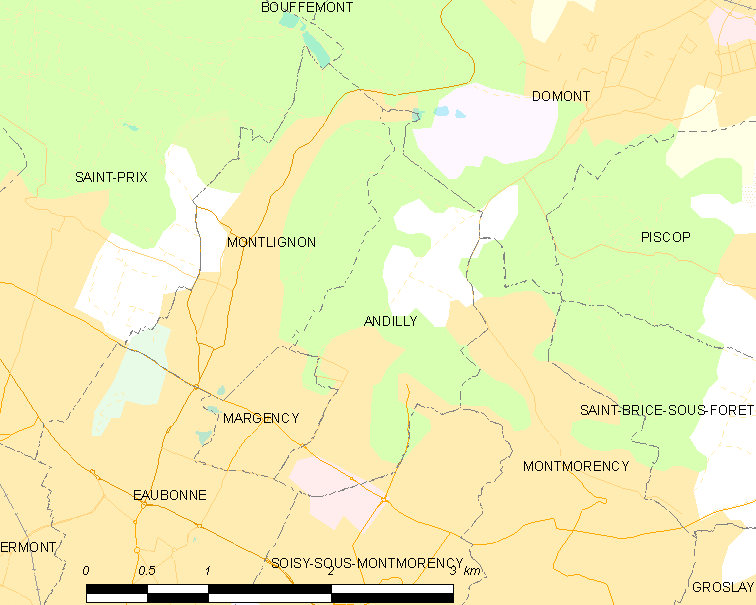
的OSM定位图

昂迪伊的时区为UTC+01:00、UTC+02:00（夏令时）。

## 行政
昂迪伊的邮政编码为95580，INSEE市镇编码为95014。

## 政治
昂迪伊所属的省级选区为蒙莫朗西县。

## 人口

1962-2008年间人口变化图示

昂迪伊于2022年1月1日时的人口数量为2691人。